# Warendorf
Warendorf település Németországban, azon belül Észak-Rajna-Vesztfália tartományban. Lakosainak száma 37 847 fő (2023. december 31.). Warendorf Sassenberg, Telgte, Everswinkel, Sendenhorst, Ennigerloh, Beelen, Glandorf és Ostbevern községekkel határos.

## Népesség
A település népességének változása:
| Lakosok száma | 32 273 | 37 249 | 37 242 | 37 226 | 37 146 | 37 616 | 37 847 |
|               | 1975   | 2015   | 2017   | 2019   | 2021   | 2022   | 2023   |